# Theo Peeters (hoogleraar)
Theo Peeters (Maaseik, 30 januari 1937 - Leuven, 7 januari 2024) was een Belgische bankier, bestuurder en hoogleraar aan de Katholieke Universiteit Leuven.

## Biografie

### Carrière
Theo Peeters studeerde aan de Koloniale Hogeschool te Antwerpen en de Katholieke Universiteit Leuven, waar hij assistent van Robert Vanes was. In 1965-1966 studeerde hij aan de Universiteit van Californië in Berkeley in de Verenigde Staten. Na zijn studies begon hij een academische carrière. Peeters werd gewoon hoogleraar aan de KU Leuven in 1973. Aan de KU Leuven doceerde hij internationale economie. Hij was tevens lid van de inrichtende overheid van de universiteit. Samen met Paul De Grauwe, Dirk Heremans en Paul Van Rompuy maakte hij deel uit van de Leuvense economen die in de jaren 1980 en 1990 publieke standpunten innamen over de gezondmaking van de Belgische economie, de sanering van de overheidsfinanciën, het monetair beleid en de federalisering van het land.
Hij was van 1980 tot 1984 adviseur en kabinetsmedewerker van Mark Eyskens (CVP), wanneer deze premier en minister was. Peeters was medeverantwoordelijk voor het economisch herstelbeleid en het economisch federalisme.
Bovendien bekleedde Peeters bestuursmandaten bij F. van Lanschot Bankiers, Egemin, Oleon, SN Air Holding, Brantano, De Eik, Heijmans, Partena, Concentra en Lannoo. Van deze laatste uitgeverij volgde hij Godfried Lannoo in 2002 als voorzitter op. In 2010 volgde Herman Daems hem op.

### Bankier
Peeters was ook bankier bij de Bank Brussel Lambert (BBL). Hij werd lid van het directiecomité van de bank en in februari 1989 volgde hij John Dils als voorzitter van het directiecomité op. In januari 1991 kwam hij tevens aan het hoofd van Crédit éuropéen te staan, de Luxemburgse dochter van BBL. In december 1992 volgde Daniël Cardon de Lichtbuer hem op nadat hij opstapte wegens onenigheid in de raad van bestuur en het mislukken van de overname van BBL door de Nederlandse verzekeringsbank ING.
Hij was ook afgevaardigd bestuurder bij KBC, waar hij van 1993 tot 2000 verantwoordelijk was voor bankverzekeringen bij de totstandkoming van KBC.
Verder was Peeters vicevoorzitter van de Hoge Raad van Financiën. Van 2002 tot 2006 was hij voorzitter van de Studiecommissie voor de Vergrijzing van de Hoge Raad van Financiën.

### Limburg
Peeters was in zijn thuisprovincie Limburg ook betrokken bij de reconversiebeleid van de Limburgse steenkoolmijnen. Hij was onder meer voorzitter van Mijnen nv (opvolger van de nv Kempense Steenkoolmijnen) en de Limburgse Reconversiemaatschappij (LRM).

### Overige functies
Van 1986 tot 1990 was Peeters de eerste voorzitter van de Vlaamse Raad voor Wetenschapsbeleid. Jef Roos volgde hem in die hoedanigheid op.
In 1988 was hij stichtend lid van Flanders Technology International, een tweejaarlijkse technologiebeurs. Hij was penningmeester van de algemene vergadering van vzw F.T.I. (nu Technopolis), waar hij tevens voorzitter van het auditcomité was.